# Acanthocephaloides ichiharai
Acanthocephaloides ichiharai is een haakworm die parasiteert in de ingewanden van de Paralichthys olivaceus en Physiculus maximowiczi. De soort wordt maximaal 0,229 (vrouwelijke exemplaren) tot 0,105 cm (mannelijke exemplaren) groot.